# Gada Meiren
Gada Meiren (en mongol: ɣada meyiren, Гаадаа мийрэн, xinès tradicional: 嘎達梅林, xinès simplificat: 嘎达梅林, pinyin: Gādá Méilín, 1892 - 5 d'abril del 1931) va ser el líder mongol d'una lluita, i finalment, d'un aixecament contra la venda de pastures khorchin (el que és avui dia Ciutat Tongliao de la Mongòlia Interior) als colons xinesos el 1929.
Gada Meiren va néixer en un llogaret anomenat jam-un tokhui in Bandera Ala Esquerra Khorchin (sovint anomenat Darkhan Banner), Lliga Jirim. Gada Meiren era un malnom. El seu nom atorgat era Nadmid i ell pertanyia al clan Mültütü. També en tenia el nom xinès Meng Qingshan (孟青山). Com era l'últim fill d'una família, era sempre dit lou ɣada (fill més jove). Meiren era un manlleu del manxú i es referiria a un oficial militar.